# Delphine Huguet
 (janvier 2025).
La mise en forme du texte ne suit pas les recommandations de Wikipédia : il faut le « wikifier ».
Les points d'amélioration suivants sont les cas les plus fréquents. Le détail des points à revoir est peut-être précisé sur la page de discussion.
- Les titres sont pré-formatés par le logiciel. Ils ne sont ni en capitales, ni en gras.
- Le texte ne doit pas être écrit en capitales (les noms de famille non plus), ni en gras, ni en italique, ni en « petit »…
- Le gras n'est utilisé que pour surligner le titre de l'article dans l'introduction, une seule fois.
- L'italique est rarement utilisé : mots en langue étrangère, titres d'œuvres, noms de bateaux, etc.
- Les citations ne sont pas en italique mais en corps de texte normal. Elles sont entourées par des guillemets français : « et ».
- Les listes à puces sont à éviter, des paragraphes rédigés étant largement préférés. Les tableaux sont à réserver à la présentation de données structurées (résultats, etc.).
- Les appels de note de bas de page (petits chiffres en exposant, introduits par l'outil «  Source ») sont à placer entre la fin de phrase et le point final[comme ça].
- Les liens internes (vers d'autres articles de Wikipédia) sont à choisir avec parcimonie. Créez des liens vers des articles approfondissant le sujet. Les termes génériques sans rapport avec le sujet sont à éviter, ainsi que les répétitions de liens vers un même terme.
- Les liens externes sont à placer uniquement dans une section « Liens externes », à la fin de l'article. Ces liens sont à choisir avec parcimonie suivant les règles définies. Si un lien sert de source à l'article, son insertion dans le texte est à faire par les notes de bas de page.
- La présentation des références doit suivre les conventions bibliographiques. Il est recommandé d'utiliser les modèles {{Ouvrage}}, {{Chapitre}}, {{Article}}, {{Lien web}} et/ou {{Bibliographie}}. Le mode d'édition visuel peut mettre en forme automatiquement les références.
- Insérer une infobox (cadre d'informations à droite) n'est pas obligatoire pour parachever la mise en page.

Pour une aide détaillée, merci de consulter Aide:Wikification.
Si vous pensez que ces points ont été résolus, vous pouvez retirer ce bandeau et améliorer la mise en forme d'un autre article.
Pour les articles homonymes, voir Huguet.
Delphine Huguet, né en 1980 au Chesnay, est une artiste canadienne d'origine française.

## Le design culinaire
Après avoir étudié le design à l'École supérieure d'art et de design de Reims, elle complète ses études en art à l'École nationale supérieure d'arts de Paris-Cergy. Précurseur dans le mouvement du design culinaire français (initié par Marc Brétillot au début des années 2000), ses premiers travaux s'intéressent aux rituels de la table et à la nourriture comme matériau de création vecteur d'émotions. Elle est surnommée « La papesse française du design culinaire » par le magazine Gault et Millau.
Ses créations culinaires ludiques intègrent souvent des notions de jeu, d'histoire et de surprise dans la dégustation.
Elle a créé, entre autres, une performance sur un gâteau démesuré pour l’anniversaire des 10 ans du Musée d'Art moderne Grand-Duc Jean (Luxembourg), Le spectacle Sensitive explosion avec le Centre national de création musicale Césaré (France), un fumoir qui s'auto-consume avec la chef Anne-Sophie Pic lors de la Paris Design Week, la performance Alter avec le chef Hedai Hoffaim à la Jerusalem Design Week, différents ateliers de créations avec les publics au Centre national d'art et de culture Georges-Pompidou,, au Grand Palais, à la Fondation d'entreprise Louis-Vuitton à Paris, au musée McCord Stewart à Montréal.

## Vers une pratique de la sculpture et l'installation
En 2019, Delphine Huguet renoue avec les pratiques qu’elle a étudié aux Beaux-Arts et élargit le champ de son art en sculpture et installation dans lesquelles elle expérimente avec le textile et la photographie. Elle est représentée par la galerie Robertson-Arès pour le territoire Canadien.

## Collections
- 2021, Desiderare XX, Collections Bibliothèques et Archives Nationales du Québec
- 2022, L'histoire de M, Bribes de femmes, Collection Artexte.
- 2023, Desiderare XX- Point bleu. Collections Bibliothèques et Archives Nationales du Québec